# Hans Schiemenz
Hans Schiemenz (* 24. Februar 1920 in Dresden; † 27. Dezember 1990) war ein deutscher Zoologe und Naturschützer.

## Leben
Schiemenz stammte aus der sächsischen Landeshauptstadt Dresden. Nach dem Schulbesuch wurde er für kurze Zeit Inspektor auf einem Gut, bevor er aktiven Wehrdienst während des Zweiten Weltkrieges leistete. Dabei zog er sich 1942 eine schwere Kriegsverletzung zu, die zu seiner lebenslangen Gehbehinderung führte. Während seiner langen Krankheit begann er noch während des Krieges mit dem Selbststudium im Fach Biologie, bevor er 1944 ein Direktstudium an der Technischen Hochschule Dresden aufnahm. Als der Studienbetrieb am Kriegsende zum Erliegen kam, arbeitete Schiemenz als Pförtner. Nach zwei Semestern Studium der Forstwissenschaft konnte er das Biologiestudium in Dresden fortsetzen, das er 1950 mit seiner Diplomarbeit über die Untersuchung des Farbwechsels bei Wanzen der Gattung Palomena erfolgreich abschloss.
Bereits seit 1948 war er als wissenschaftlicher Assistent am Zoologischen Institut der Technischen Hochschule Dresden tätig, 1953 übernahm er die Leitung der entomologischen Abteilung am Zoologischen Museum der Humboldt-Universität zu Berlin. Hier promovierte er. Später folgte die Habilitation.
1959 ging Schiemenz nach Dresden zurück, wo er bis zum Erreichen des Rentenalters 1985 als Leiter der Zweigstelle des Instituts für Landschaftsforschung und Naturschutz tätig war.
Er war verheiratet mit Brunhilde geb. Werner. Sein Grab befindet sich auf dem Friedhof in Freital-Deuben.

## Wirken
Während seiner Leitungstätigkeit in Berlin veröffentlichte er seine erste Publikation zum Thema Die Libellen unserer Heimat, dem zahlreiche weitere folgen sollten.
Zusammen mit Werner Hempel erarbeitete er eine wissenschaftliche Dokumentation der Naturschutzgebiete Sachsens.
Als Naturschützer war er in verschiedenen Fachgremien tätig.
Nach seinem Tod erschien 1994 in Rangsdorf bei Natur + Text der Verbreitungsatlas der Amphibien und Reptilien Ostdeutschlands (Gebiet der ehemaligen DDR), den er gemeinsam mit Rainer Günther erarbeitet hatte.
Die Deutsche Gesellschaft für Herpetologie und Terrarienkunde (DGHT) unterhält zur Unterstützung der herpetologischen Feldforschung und sich daraus ergebender praktischer Maßnahmen im Bereich des Arten-, Natur- und Umweltschutzes den Hans-Schiemenz-Fonds.